# Pinus ponderosa
O pinheiro-amarelo-do-oeste (Pinus ponderosa) é uma espécie de pinheiro originária do Novo Mundo. Faz parte do grupo de espécies de pinheiros com área de distribuição no Canadá e Estados Unidos (com excepção das áreas adjacentes à fronteira com o México).